# Leocrates auritus
Leocrates auritus är en ringmaskart som beskrevs av Hessle 1925. Leocrates auritus ingår i släktet Leocrates och familjen Hesionidae. Inga underarter finns listade i Catalogue of Life.